# Gilbert Ryle
Gilbert Ryle (Brighton, 1900. augusztus 19. – Oxford, 1976. október 6.) angol analitikus filozófus volt. Filozófiájában azt szerette volna kimutatni, hogy a dualizmus és a materializmus is hibás elvekre épül fel: „Helytelen, ha a személyt csak testnek fogjuk fel minden más nélkül, mintha testtel rendelkező szellemnek képzeljük el. A behaviorizmus épp olyan rossz mint a kartezianizmus.”

## A szellem fogalma
Ryle helyteleníti azt az elméletetet, amit Descartes képvisel, ugyanis a descartes-i elmélet azt mondja ki, hogy tudataktusaink rejtve vannak a világ szemei elől. Ryle szerint Descartes abban tévedett, hogy a tudást képességként fogta fel.
Descartes szerint a gyengelméjűeket és a csecsemőket kivéve mindenki rendelkezik a test mellett szellemmel. A szellem és az anyag közt szöges ellentét van: míg a test nyilvános dolog, a lélek nem; a test kiterjedt, térbeli dolog, a lélek nem; a test halandó, a lélek nem.
Descartes elmélete szerint – írja Ryle – az emberek egymás szellemi működésében vakok, saját szellemükre azonban képesek „nemoptikai” pillantást vetni. Mindez azt jelenti, hogy a lélek elkerülhetetlen végzete az örök magányosság. Ezt az elméletet nevezi Ryle a gépben lakozó szellem elméletének.
Ryle szerint Descartes elmélete kategóriahibán alapul. Ezt a következő példával mutatja be: egy személy amikor például az oxfordi egyetemre kíváncsi, hiába keres egy konkrét épületet, amelyre rámutatva elmondható, hogy ez az egyetem, az egész épületegyüttest kell szemlélnie, ahol az oktatás sokrétű eseményei zajlanak, hogy megtalálja azt. Másik példa: A lehet B-nek az ellensége, barátja vagy idegen, de egyik sem lehet az átlagos adófizető viszonyában. A számára egy átlagos adófizető a polgártársa, de ugyanakkor hajlamos őt úgy felfogni, mint egy testetlen embert, aki mindenhol van és mégsincs sehol.
Az ember egy bonyolult mechanikai szerkezet – írja Ryle –, és erre Thomas Hobbes valamelyest rájött.
Értelmezési problémák akkor keletkeznek, amikor az emberek olyan fogalmakat kapcsolnak össze egymással, amelyeknek semmi közük egymáshoz nincsen, így nem beszélhetünk ugyanúgy arról, hogy „előfordulnak szellemi folyamatok”, mint hogy „előfordulnak fizikai folyamatok”. Ez ahhoz hasonlatos – írja Ryle –, hogy „pánikban és nagykabátban jött haza”.
A materializmus és az idealizmus is helytelen kérdésre adott válasz. A „vagy szellem létezik, vagy test létezik, de nem mind a kettő” ugyanolyan, mintha azt mondanánk: „egy vásárló vett egy jobbkezes kesztyűt, egy balkezes kesztyűt és egy pár kesztyűt”.
Ryle szerint az emberek hajlamosak a „szellemüket” azzal a hellyel azonosítani, ahol gondolkodnak, pedig a gondolkodás nem egyéb, mint belső monológ, csendben beszélgetés.

## Szisztematikusan félrevezető kifejezések
Ryle szerint állandó zűrzavar van a grammatikális kifejezések és a logikai formák közt. Pl.:
1. „Nem léteznek repülő lovak.” – kvázi ontológiai kijelentés.
2. „Az erény önmagában hordja a jutalmát.” – kvázi platonikus kijelentés.
3. „Franciaország jelenlegi királya kopasz.” – kvázi deszkriptív kifejezés.
4. „Mr. Baldwin politikus.” – deszkriptív kijelentés.

Az ilyen, fentebb említett mondatokra érvényes az, hogy mindegyikük félrevezető lehet, ha nyelvtani formájuk nem felel meg annak a ténynek, amit leírnak. Tehát például az első kifejezés logikai formulája a következőképpen alakul: „Nem létezik semmi, ami ló is meg repül is.”

## Magyarul
- A szellem fogalma; ford. Altrichter Ferenc; Gondolat, Bp., 1974